# L'Attaque du fourgon blindé
Pour plus de détails, voir Fiche technique et Distribution.
L'Attaque du fourgon blindé (Money Movers) est un film de casse australien réalisé par Bruce Beresford, et sorti en 1978.
Il s'agit de l'adaptation du roman The Money Movers paru en 1972 et écrit par Devon Minchin (en), par ailleurs fondateur de Metropolitan Security Services. L'histoire s'inspire librement de deux faits réels : le vol d'un fourgon blindé Mayne Nickless à Sydney en 1970, au cours duquel 500 000 dollars australiens ont été dérobés, et un incident survenu en 1970, au cours duquel 280 000 dollars australiens ont été dérobés dans les bureaux de Metropolitan Security Services par des bandits se faisant passer pour des policiers.
L'Attaque du fourgon blindé est « l'un des rares films des années 1970 à traiter de la criminalité et de la corruption de la police comme d'un état de fait bien ancré, et l'un des premiers à embrasser une action extrêmement violente ».

## Synopsis
Un camion de paie blindé appartenant à Darcy's Security Services est dévalisé et le chauffeur, l'ancien policier Dick Martin, est retiré des voitures blindées et affecté à des patrouilles de nuit. Les voleurs se font doubler par le parrain du crime Jack Henderson, dont l'homme de main Dino tue tous les voleurs.
Lionel Darcy, directeur de l'entreprise, soupçonne qu'un vol de grande envergure est en préparation, mais il ignore que tous les coupables sont employés par l'entreprise. Il demande à Mindel Seagers, un ancien employé, d'enquêter sur Leo Bassett, un nouveau venu dans l'entreprise. Jack Henderson découvre qu'un vol est préparé par Eric Jackson, un ancien pilote de speedway et superviseur principal chez Darcy's, son frère Brian Jackson qui travaille également comme garde pour Darcy's en tant que conducteur de camion blindé, et Ed Gallagher, le comptable de Darcy's. Lorsque Eric Jackson s'introduit dans l'appartement de Bassett, les hommes de Henderson l'enlèvent et lui coupent le petit orteil du pied gauche à l'aide d'une pince coupante afin de le forcer à travailler pour eux.
Dick Martin et Leo Bassett déjouent le cambriolage prévu, après quoi Martin est emmené à l'hôpital, blessé par balle, tandis que Bassett révèle à Lionel Darcy (dont Seagers a découvert qu'il travaillait sous couverture en tant que gardien pour le compte de la compagnie d'assurance de Darcy, Legal & United) que c'est lui qui a envoyé une note menaçante avertissant que le cambriolage du bureau de comptabilité de Darcy serait la ruse utilisée pour débusquer les vrais cambrioleurs. Lorsque Lionel Darcy proteste que Legal & United aurait pu l'informer de leurs plans, Bassett révèle que Lionel Darcy était en fait leur principal suspect.

## Fiche technique
- Titre français : L'Attaque du fourgon blindé ou Money Movers : Profession convoyeurs[3]
- Titre original anglais : Money Movers[4]
- Réalisation : Bruce Beresford
- Scénario : Bruce Beresford d'après le roman The Money Movers de Devon Minchin (en), paru en 1972.
- Photographie : Donald McAlpine
- Montage : William M. Anderson (en)
- Décors : David Copping
- Producteur : Matt Carroll
- Société de production : South Australian Film Corporation
- Pays de production :  Australie
- Langue originale : anglais australien
- Format : couleurs - 1,85:1 - Son mono - 35 mm
- Genre : film de casse
- Durée : 92 minutes
- Date de sortie :
  - Australie : octobre 1978
  - France : 14 mai 1986

## Distribution
- Terence Donovan (en) : Eric Jackson
- Tony Bonner : Leo Bassett
- Ed Devereaux : Dick Martin
- Bud Tingwell (en) : Jack Henderson
- Candy Raymond (en) : Mindel Seagers
- Jeanie Drynan (en) : Dawn Jackson
- Bryan Brown : Brian Jackson
- Alan Cassell (en) : Sergent-détective Sammy Rose
- Gary Files (en) : Ernest Sainsbury
- Ray Marshall : Ed Gallagher
- Hu Pryce : David Griffiths
- Lucky Grills (en) : Robert Conway
- Frank Wilson (en) : Lionel Darcy
- Terry Camilleri : Dino
- Stuart Littlemore (en) : lui-même (journaliste de télévision)

## Accueil critique
« Durant les années 70, le cinéma d'exploitation australien, le Ozploitation, fut un vivier riche en genres et qualitativement étonnant. Non seulement L'Attaque du fourgon blindé fait partie des meilleurs représentants tous genres confondus au pays des kangourous mais, aussi, l'un des tout meilleurs films de braquage manqué de toute l'histoire du cinéma (si si !). »

— critique de psychovision.net